# مانويل أوكتافيو غوميز
مانويل أوكتافيو غوميز هو رسام وصحفي ومخرج كوبي، ولد في 14 نوفمبر 1934 في كوبا، وتوفي في 2 يناير 1988 في هافانا في كوبا.

## وصلات خارجية
- مانويل أوكتافيو غوميز على موقع IMDb (الإنجليزية)
- مانويل أوكتافيو غوميز على موقع ألو سيني (الفرنسية)
- مانويل أوكتافيو غوميز على موقع أول موفي (الإنجليزية)
- مانويل أوكتافيو غوميز على موقع قاعدة بيانات الأفلام السويدية (السويدية)
- مانويل أوكتافيو غوميز على موقع قاعدة بيانات الفيلم (الإنجليزية)
- مانويل أوكتافيو غوميز على موقع كينوبويسك (الروسية)